# Neurobasis daviesi
Neurobasis daviesi là loài chuồn chuồn trong họ Calopterygidae. Loài này được Hämäläinen miêu tả khoa học đầu tiên năm 1993.